# Сигфрид Капер
Сигфрид Капер (енгл. Siegfried Kapper; Смихов, 21. март 1821 — Праг, 7. јун 1879), књижевни псеудоним Исак Саломон Капер, био је аустријски писац.

## Биографија
Рођен је 21. марта 1821. у Смихову, у Чешкој, јеврејског је порекла. Студирао је медицину на Карлов универзитету у Прагу, а касније је докторирао филозофију на Универзитету у Бечу. Писао је бајке и песме и био је једна од водећих личности чешко-јеврејске асимилације. Писао је на немачком и чешком језику. Први је превео песму Máj Карела Хинека Махе на немачки језик (1844).
После његове смрти 7. јуна 1879, основано је друштво Капер чији је циљ био чешко-јеврејска асимилација и противљење ционизму и немачко-јеврејској асимилацији.

## Радови
- Das Böhmerland (1865)
- Die Handschriften Altböhmischer Poesien (1859)
- Die Böhmischen Bäder (1857)
- Fürst Lazar (1853)
- Falk (1853)
- Südslavische Wanderungen (1853)
- Die Gesänge der Serben (1852 — у два дела)
- Lazar der Serbenzar (1851).
- Befreite Lieder dem Jungen Oesterreich (1848)
- České Listy (1846)
- Slavische Melodien (1844)[5]